# 공통 튀르크어파
공통 튀르크어(Common Turkic) 또는 샤즈 튀르크어(Shaz Turkic)는 튀르크어족의 일부 분류 방식에서 사용되는 분류군으로, 어족 내에서 오구르어파를 제외한 모든 언어를 묶은 것이다.

## 하위 분파
- 오구즈어파(남서튀르크어파)
- 킵차크어파(북서튀르크어파)
- 카를루크어파(남동튀르크어파)
- 시베리아어파(북동튀르크어파)
- 아르구어파(칼라지어파)

## 같이 보기
- 오구르어파